# 2CV AZAM
De Citroën 2CV AZAM (in België de AZM3) is een luxere versie van de 2CV. De AZAM en AZM3 werden geproduceerd in de jaren 1963 tot en met 1967.

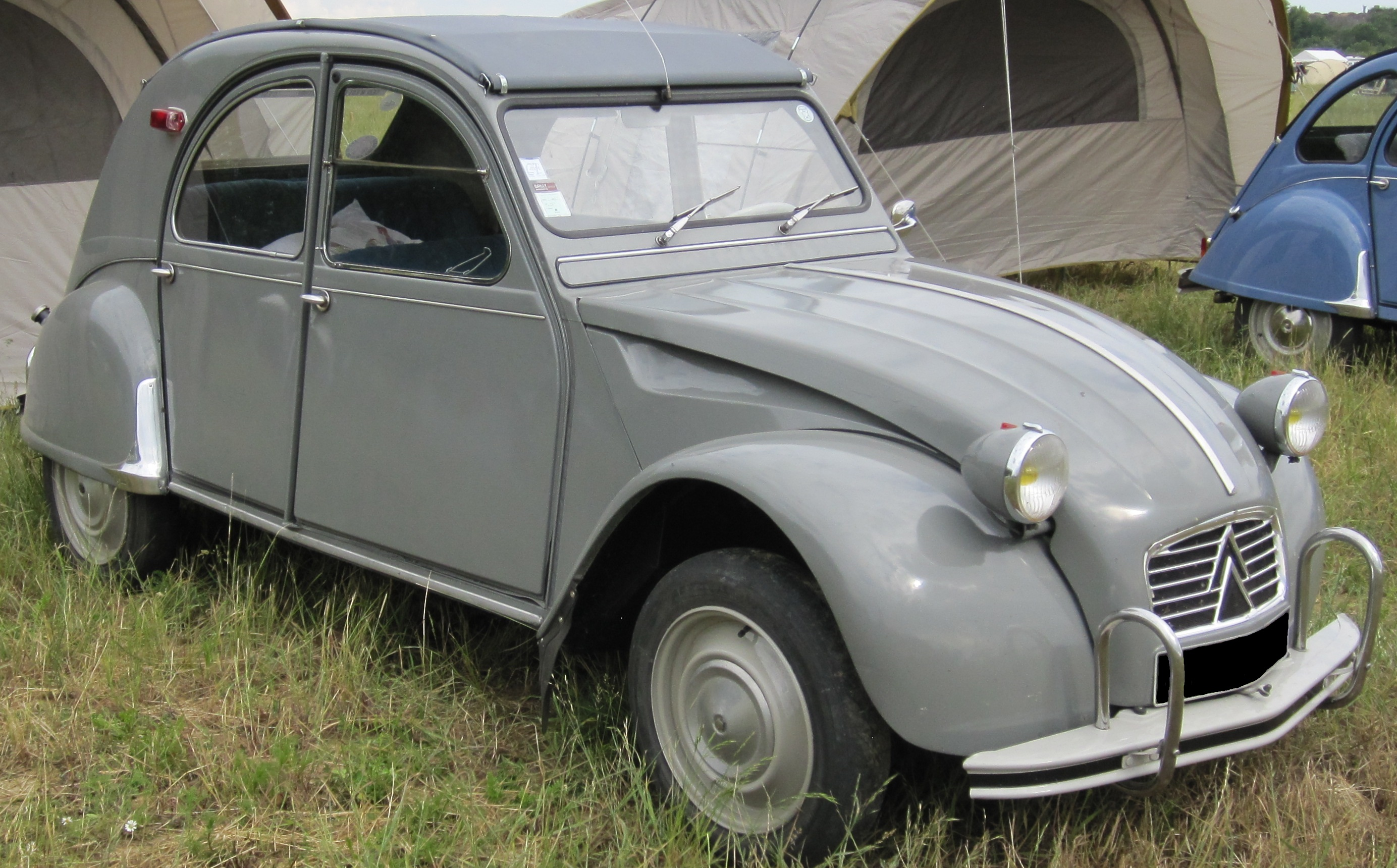
2CV AZAM 1965 (Frans)

## Exterieur
De voor- en achterbumper hebben verchroomde beugels, in de volksmond vaak 'paperclips' genoemd. Op de raamlijsten en de motorkap waren aluminium chroomlijsten toegepast, de velgen waren voorzien van wieldoppen, luxere handgrepen aan de portieren en tot slot hadden de koplampen een chromen sierrand.

## Interieur
De voor- en achterbank waren voorzien van luxere bekleding zoals van de Citroën Ami 6. Deze waren verkrijgbaar in de kleuren rood, blauw en groen. Vaak in combinatie met de lakkleur van de auto zelf. Daarnaast kreeg elke AZAM een bakelieten stuur, in de vorm van een zwaluwstaart, geproduceerd door de Franse fabrikant Quillery. Ook was er een binnenverlichting, hoedenzak aan de bank en een zonneklep voor de passagier met spiegel.

## Verschillen tussen de Belgische en Franse AZAM
Naast de AZM3 was er in België vanaf 1965 de AZAM-6 leverbaar; deze was uitgerust met een 602 cc-motor van de Ami6, wat resulteerde in een vermogen van 23 pk. De Franse Azam had een 425 cc motor met 18 pk. Daarnaast kreeg de Franse AZAM (maar ook de AZ-A) pas in september 1965 het 'derde zijruitje'. In België werd het derde zijruitje al eind jaren 50 toegepast op de luxere modellen.